# Quantula
Quantula is een geslacht van weekdieren uit de  familie van de Clausiliidae.

## Soort
De volgende soort is in het geslacht ingedeeld:
- Quantula striata (Gray, 1834)